# Sina Weibo
Sina Weibo (xinès: 新浪微博, pinyin: Xīnlàng Wēibó) és una xarxa social xinesa, similar a Facebook i, en menor mesura, a Twitter. El 2012 era utilitzat per, aproximadament, el 30% d'usuaris d'Internet a la Xina, amb prop de 368 milions d'usuaris registrats.

## Història
Després dels disturbis a Ürümqi de 2009, el govern xinès va tancar la majoria de xarxes socials: Facebook, Twitter i Plurk van ser bloquejades a nivell nacional.
Com a reacció davant la censura, SINA Corporation va llançar, el 14 d'agost de 2009, una versió de prova de Sina Weibo, una alternativa de comunicació mitjançant microblogging que integrava característiques iguals a les d'altres xarxes socials.

## Característiques
Sina Weibo incorpora diverses característiques semblants a les de Twitter, entre elles:
- el límit de 140 caràcters per missatge
- l'ús del símbol «@» per fer referència a un altre usuari
- l'ús d'etiquetes de coixinet
- la republicació dels missatges d'altres usuaris
- agregar una publicació a la llista de «preferits»
- la verificació de comptes de persones i institucions famoses

A més, poden afegir-se emoticones i adjuntar àudio, vídeos i imatges en cada publicació.

### Plataformes
Pot accedir-se a Sina Weibo des de diverses plataformes, tals com Android, BlackBerry US, iOS, Symbian S60, Windows Mobile i Windows Phone.

## Censura
Com a producte de la censura establerta a la Xina a les xarxes socials, Sina Weibo compta amb rigorosos controls sobre les publicacions fetes a través d'ella. D'acord amb la periodista Rebecca MacKinnon, la xarxa de microblogging compta amb un cos de 1.000 persones dedicades a controlar el contingut que apareix en la mateixa.
Del 31 de març al 3 d'abril de 2012 van ser suspesos els serveis de Sina Weibo, sota l'argument d'evitar rumors d'un cop d'estat a la Xina.
En 2012 es va establir el registre obligatori dels noms reals d'usuaris de microblog davant el govern xinès. L'autoritat va destinar més de 3 mil milions de dòlars en incentius perquè els ciutadans acatessin la mesura.